# Mabel
Mabel var et dansk band bestående af Michael Trempenau, Peter Nielsen, Otto Kulmbak og Christian Have. Gruppen blev grundlagt i 1967 og i 1978 vandt det Dansk Melodi Grand Prix med "Boom Boom". Efter denne store succes flyttede gruppen til USA, ændrede navn til Studs og skiftede musikgenre fra pop til metalmusik inden de gik i opløsning i 1983.

## Historie
De tre oprindelige medlemmer af bandet, Peter Nielsen, Otto Kulmbak og Christian Have gik alle på Stenløse Centralskole og optrådte første gang i Stenløse Ungdomsklub i 1967. I 1975 kom Gert von Magnus med i bandet, men efter en kort tid i bandet forlod han gruppen. Han blev afløst af den kun 15-årige Michael Trempenau, der var født og opvokset på Vesterbro, men som flyttede til Byvej i Stenløse, hvor bandet boede i en villa.
I 1978 blev der for første gang i 12 år afholdt Dansk Melodi Grand Prix, hvor Mabel med sangen "Boom Boom" deltog sammen med en række af dansk pop mere etablerede navne, bl.a. Brødrene Olsen med favoritten "San Francisco". Mabel vandt konkurrencen og deltog derfor samme år i Eurovisionens Melodi Grand Prix. Den fornyede danske deltagelse i konkurrencen kastede stor forhåndsinteresse af sig, og forventningerne til "det unge" boyband Mabel var høje. Mabel opnåede en 16. plads ud af 20 deltagerlande. Bandet optrådte på scenen med en stortromme med et hjerte, der endte med at blive et ikon for gruppen.
Efter Melodi Grand Prix oplevede bandet stor popularitet og flyttede derfor først til Spanien og siden til USA, hvor de både ændrede navn, fra Mabel til Studs, og musikstil, fra pop til metal. Michael Trempenau ændrede navn til Mike Tramp.
Mabel gik hver til sit i 1983. Mike Tramp fik senere stor succes i grupperne White Lion og Freak of Nature (en) samt som solist.
Siden de gik hver til sit, har de kun optrådt sammen to gange. Dels ved en minikoncert på Egedal Musikskole og i TV2-programmet AllStars, begge gange i 2009. 
I 2021 blev bandet samlet til en reunion i forbindelse med et indslag til DR's Kulturen på P1.

## Udgivelser som Mabel

### Album
- 1977: Another Fine Mess
- 1978: Message From My Heart
- 1978: Mabel 4-ever
- 1978: Skateboard Rider (Frankrig)
- 1979: We Are the 80's
- 1981: Extranos (Spanien)

### Opsamling
- 1979: Største Successer
- 1997: Another Fine Mess
- 2009: Det Sidste Boom

### Udgivelser som Studs
- 1982: Studs (album)